# Pitama hermesalis
Pitama hermesalis är en fjärilsart som beskrevs av Walker 1859. Pitama hermesalis ingår i släktet Pitama och familjen Crambidae. Inga underarter finns listade i Catalogue of Life.